# Sell Your Dope
Sell Your Dope è il secondo album in studio del rapper statunitense Afroman, pubblicato nel 2000.

## Tracce
1. Basehead Boogie – 4:23
2. Palmdale – 6:40
3. Crazy Rap – 5:53
4. Let's All Get Drunk – 5:43
5. If It Ain't Free – 5:50
6. Sell Your Dope – 5:44
7. There's a Price 2 Pay – 6:17
8. Paranoid – 6:05
9. Strugglin' N' Strivin' – 6:06
10. Let Me Out – 4:23
11. Bacc 2 School – 5:46
12. Hungry Hustler – 6:14
13. God Has Smiled on Me – 6:00